# گویش‌های زبان اردو
اردو دارای گویشهای شناخته شده کمی از جمله دوخنی ، رختا و اردو مدرن است (بر اساس گویش خواریبلی در منطقه دهلی). Dukhani (همچنین به عنوان Dakani ، Decani ، Desia ، Mirgan شناخته می شود) در منطقه Deccan در جنوب هند صحبت می شود. با ترکیبی از واژگان از مراتی و کنکانی و همچنین برخی واژگان از عربی ، فارسی و چاگاتا که در گویش استاندارد اردو یافت نمی‌شود ، مشخص می شود. دود سیگار به طور گسترده در سراسر ماهاراشترا ، تلانگانا ، آندرا پرادش و کارناتاکا استفاده می شود. اردو مانند سایر مناطق هند خوانده و نوشته می شود. تعدادی از روزنامه های روزانه و چندین مجله ماهانه به زبان اردو در این ایالت ها منتشر می شوند. از نظر تلفظ ، ساده ترین راه برای شناسایی زبان مادری تلفظ "qāf" (ق) به عنوان "khe" (خ) است.